# Dave Matthews
Dave John Matthews (Johannesburg, 9 gennaio 1967) è un cantautore, chitarrista e attore sudafricano naturalizzato statunitense.
È conosciuto soprattutto come leader, cantante e chitarrista della Dave Matthews Band, ma ha anche lavorato come solista o con altri musicisti come Tim Reynolds e Trey Anastasio. È anche un attore occasionale, comparso in numerosi lungometraggi.
Suo padre morì per un cancro ai polmoni quando aveva 10 anni e nel 1993 sua sorella maggiore Anne, sposata e madre di due figli, fu uccisa dal marito, che poi si tolse la vita nella loro casa in Sudafrica; a lei Matthews ha dedicato l'album "Under the Table and Dreaming".
Dopo 5 anni di fidanzamento, Matthews nel 2000 ha sposato Jennifer Ashley Harper, da cui ha avuto tre figli: le gemelle Grace Anne e Stella Busina (2001) e August Oliver (2007).

## Discografia

### Da solista
- 2003 - Some Devil

### Con la Dave Matthews Band

#### Album in studio
- 1994 - Under the Table and Dreaming
- 1996 - Crash
- 1998 - Before These Crowded Streets
- 2001 - Everyday
- 2002 - Busted Stuff
- 2005 - Stand Up
- 2009 - Big Whiskey and the GrooGrux King
- 2012 - Away from the World
- 2018 - Come Tomorrow
- 2023 - Walk Around the Moon

#### Live
- 1997 - Live at Red Rocks 8.15.95
- 1999 - Listener Supported
- 2001 - Live in Chicago 12.19.98
- 2002 - Live at Folsom Field, Boulder, Colorado
- 2003 - The Central Park Concert
- 2004 - The Gorge
- 2005 - Weekend on the Rocks
- 2007 - Live at Piedmont Park
- 2008 - Live at Mile High Music Festival
- 2009 - DMB Europe boxset

## Premi
Nel 2003 Matthews ha vinto un ASCAP Award grazie alla canzone Where Are You Going per il film Mr. Deeds.

## Filmografia

### Cinema
- Where the Red Fern Grows, regia di Lyman Dayton e Sam Pillsbury (2003)
- Il mio amico a quattro zampe (Because of Winn-Dixie), regia di Wayne Wang (2005)
- Io vi dichiaro marito e... marito (I Now Pronounce You Chuck and Larry), regia di Dennis Dugan (2007)
- Lake City, regia di Hunter Hill e Perry Moore (2008)
- Zohan - Tutte le donne vengono al pettine (You Don't Mess with the Zohan), regia di Dennis Dugan (2008)
- Mia moglie per finta (Just Go with It), regia di Dennis Dugan (2011)

### Televisione
- Groundwork - film TV (2001)
- Dr. House - Medical Division (House, M.D.) - serie TV, episodio 3x15 (2007)

## Colonne sonore
- Il rovescio della medaglia (1995)
- Una ragazza sfrenata (1997)
- Fifty (1999)
- Joe Dirt (2001)
- Mr. Deeds (2002)
- La famiglia della giungla (2002)
- 21 grammi (2003)
- Out of Time (2003)
- Smallville (1 episodio, 2004)

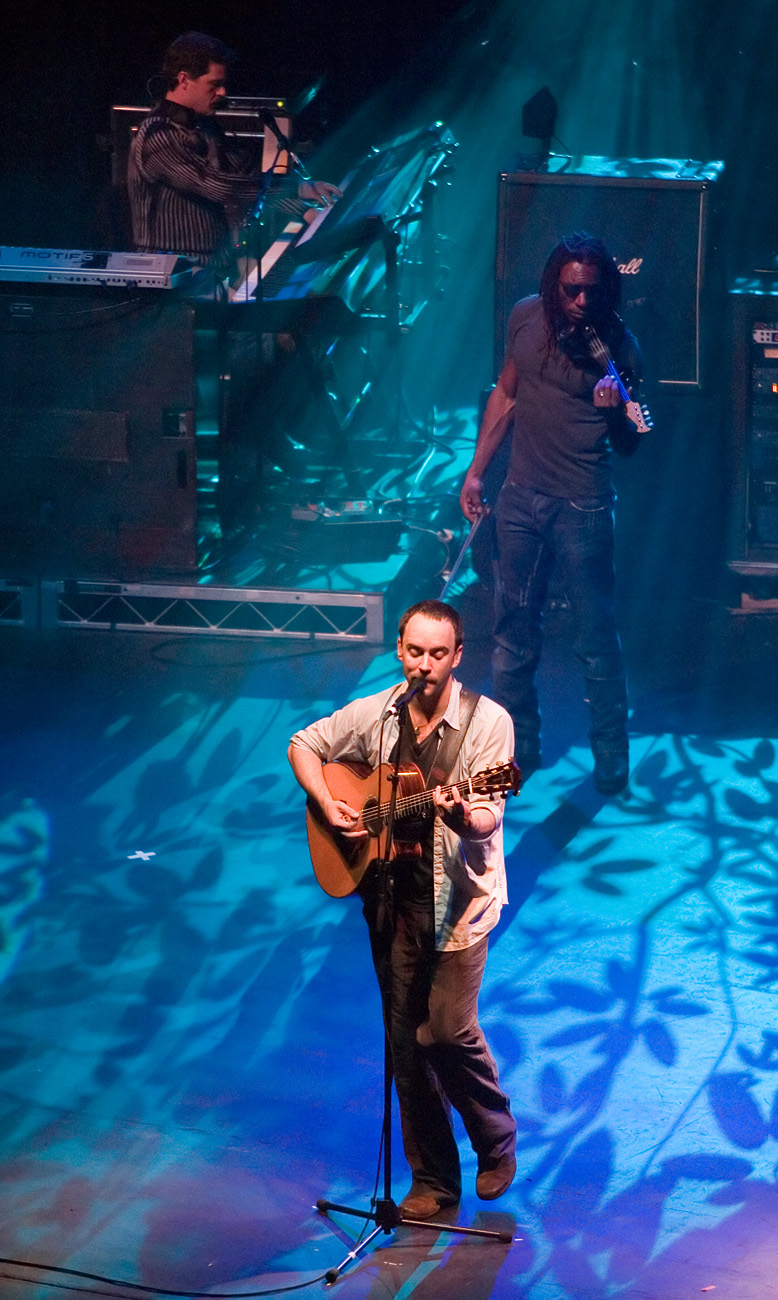
Dave Matthews durante un concerto a Melbourne nel 2005

- Il mio amico a quattro zampe (2005)
- Dr. House - Medical Division (1 episodio, 2005)
- Rivincita per due (2006)
- Joshua (2007)
- The Hitcher (2007)
- Static (2007)
- The Kingdom (2007)
- Bionic Woman (1 episodio, 2007)

## Doppiatori italiani
- Francesco Bulckaen in Dr. House - Medical Division
- Christian Iansante in Il mio amico a quattro zampe
- Roberto Chevalier in Zohan - Tutte le donne vengono al pettine